# Diogo da Silva
Diogo André Silvestre da Silva (* 7. März 1982 in São Sebastião do Caí) ist ein brasilianischer Taekwondoin. Er startet in der Gewichtsklasse bis 68 Kilogramm.
Da Silva wuchs in Panama auf und kam dort, inspiriert von Jackie Chan, zu einem Taekwondo-Verein. Er bestritt seine ersten internationalen Titelkämpfe bei der Juniorenweltmeisterschaft 1998 in Istanbul. In der Klasse bis 63 Kilogramm konnte er auf Anhieb das Halbfinale erreichen und Bronze erringen. Im Erwachsenenbereich nahm er erstmals an der Weltmeisterschaft 2001 in Jeju-si teil, wo er in der Klasse bis 67 Kilogramm bis ins Achtelfinale kam. Zwei Jahre später verpasste er bei der Weltmeisterschaft 2003 in Garmisch-Partenkirchen durch eine knappe Viertelfinalniederlage gegen Mark Lopez das Halbfinale und seine erste WM-Medaille nur knapp, erzielte aber sein bislang bestes Ergebnis bei einer Weltmeisterschaft. Bei den Panamerikanischen Spielen in Santo Domingo gewann er mit Bronze schließlich seine erste internationale Medaille. Da Silva qualifizierte sich für die Olympischen Spiele 2004 in Athen. In der Klasse bis 68 Kilogramm schied er zunächst im Viertelfinale aus, erreichte aber mit zwei Siegen in der Hoffnungsrunde den Kampf um den dritten Platz. Nach einer Niederlage gegen Song Myeong-seob belegte er am Ende Rang vier. Zum Kampf um Bronze kam da Silva in Anlehnung an die Black Panther-Bewegung mit schwarzen Handschuhen zur Matte, um damit gegen die mangelnde Unterstützung der Amateursportler in seiner Heimat zu protestieren.
Im Jahr 2006 erkämpfte sich da Silva in Buenos Aires mit Bronze seine bislang einzige Medaille bei Panamerikameisterschaften. Bei den Panamerikanischen Heimspielen 2007 in Rio de Janeiro gewann er der erste brasilianische Goldmedaille im Taekwondo. Nach einigen Jahren ohne erfolgreiche Titelkämpfe fand er im Jahr 2011 in die Erfolgsspur zurück. In Rio de Janeiro sicherte er sich im Leichtgewicht den Titel bei der Militärweltmeisterschaft, beim internationalen Olympiaqualifikationsturnier in Baku belegte er einen dritten Rang und sicherte sich die Teilnahme an seinen zweiten Olympischen Spielen 2012 in London. Dort kam er auf den fünften Platz, nachdem er im Kampf um die Bronzemedaille Terrence Jennings unterlag.